# سپتوپلاستی
سپتوپلاستی (Septoplasty) یا بازسازی تیغه یا اصلاح انحراف تیغه میانی بینی، نام عمل جراحی اصلاحی است که در آن تیغهٔ بینی در وسط بینی، در بین دو حفره بینی، قرار می‌گیرد. تیغه بینی در حالت متعادل باید در وسط بینی قرار بگیرد. وقتی که تیغه بینی از جای خود منحرف می‌شود، فضای آن طرف از حفره بینی را که به طرف آن متمایل می‌شود را اشغال می‌کند و جلوی عبور هوا را می‌گیرد. در این حالت اغلب حفره مجاور نیز گشاد می‌شود.

## مراحل جراحی
چون انحراف موجود در بینی به خاطر قسمت اضافه‌ای از غضروف است، در این جراحی مقداری از غضروف اضافی باید بریده شود. تحت بیهوشی عمومی، جراح از سوراخ‌های بینی برشی در روی تیغه بینی ایجاد می‌کند تا به غضروف و به قسمتهای اضافی غضروفی برسد. معمولاً یک تکه L شکل غضروفی در قسمتهای پشتی و جلویی نگه داشته می‌شود تا خود بینی روی آن تکیه کند. بعد از اینکه قسمتهای اضافه استخوان و غضروف بیرون درآورده شد، سپتوم یا تیغه بینی با تیوب‌ها، تیغه‌ها، و بخیه سر جایش محکم می‌شود.

## مراحل بعد جراحی
بعد از جراحی بینی ممکن است تا حد قابل توجهی ورم کند و کبود شود. داخل بینی گاهی پانسمان می‌شود و گاهی نمی‌شود. معمولاً یک تکه گاز پانسمان پائین بینی چسبانده می‌شود تا خون را جذب کند. همچنین درون بینی را نیز با گاز پانسمان فشرده شده تا چند روز پر نگه می‌دارند که به آن تامپون نیز می‌گویند. برای جلوگیری از بروز عفونت یک دوره کامل آنتی‌بیوتیک به عنوان مثال سفالکسین برای بیمار تجویز می‌شود.همینطور تا ۳ماه ورزشهای سخت و خوابیدن به پهلو ممنوع میباشد.
بیمه های تامین اجتماعی و … عمل های زیبایی را پوشش نمی دهد، مگر اینکه جراحی بینی شما به منظور درمان باشد. اگر عمل بینی به یکی از دلایل زیر باشد ممکن است شامل پوشش بیمه شود.
انحراف تیغه بینی
پولیپ یا تومور های داخل بینی
شکستگی یا آسیب
مشکلات مادرزادی بینی
در مقابل مواردی که گفته شد، اگر جراحی بینی به منظور زیبایی باشد قیمت جراحی تحت پوشش بیمه قرار نخواهد گرفت.
قبل از اقدام به عمل بینی بهتر است با بیمه تحت پوشش خود صحبت کرده باشید تا از شرایط دقیق اطلاعاتی کسب کنید، به طور کلی اکثر بیمه ها هزینه های جانبی مانند عکس برداری و آزمایش های قبل از عمل بینی را پوشش می دهند.
پوشش بیمه برای جراحی بینی با توجه نوع درمان شما متفاوت می باشد برای مثال اگر انحراف بینی داشته باشید تنها ۳۰ درصد آن را بیمه پوشش خواهد داد.